# Amsacta flaveola
Amsacta flaveola là một loài bướm đêm thuộc phân họ Arctiinae, họ Erebidae.